# Trevor Hoffman
Trevor William Hoffman (né le 13 octobre 1967 à Bellflower, Californie, États-Unis) est un ancien lanceur de relève droitier des Ligues majeures de baseball. Débutant en 1993 chez les Marlins de la Floride, il joue 16 saisons avec les Padres de San Diego avant de compléter une carrière de 18 saisons par deux années chez les Brewers de Milwaukee. Il est élu en 2018 au Temple de la renommée du baseball.
Trevor Hoffman se place juste derrière le record de tous les temps pour le nombre de sauvetages par un lanceur de relève avec 601 victoires protégées dans le baseball majeur, contre 652 pour Mariano Rivera. Considéré comme l'un des meilleurs stoppeurs de l'histoire, il a décroché sept invitations au match des étoiles et a été élu releveur de l'année dans la Ligue nationale en 1998 et 2006.
Depuis 2014, le prix du meilleur lanceur de relève de la Ligue nationale de baseball est nommé prix Trevor Hoffman.

## Début de carrière

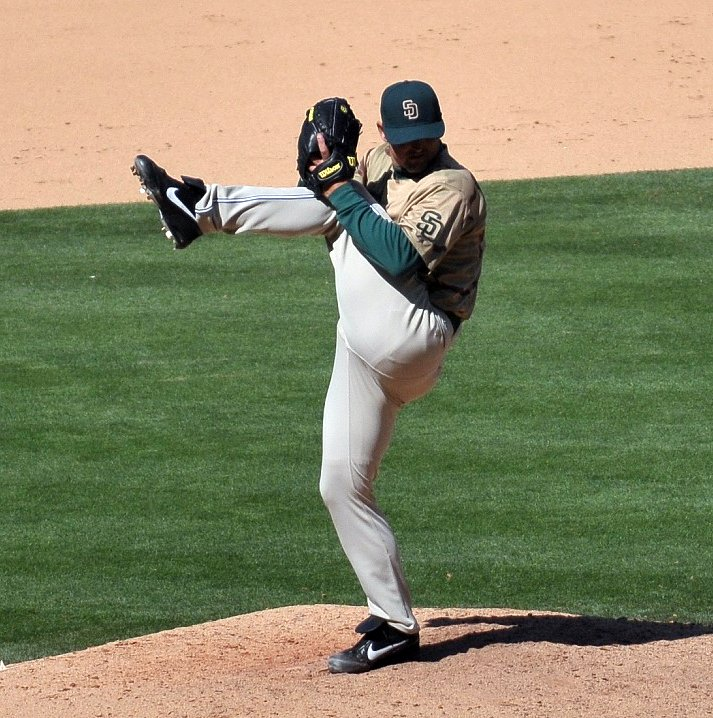
Trevor Hoffman lançant pour San Diego en 2008.

Étudiant à l'université d'Arizona, Trevor Hoffman joue dans l'équipe de baseball au poste d'arrêt-court pour les Wildcats. En 1988, il possède la meilleure moyenne au bâton de son équipe (,371) et il est choisi par les Reds de Cincinnati au 11e tour du repêchage amateur 1989 (288e choix global). Après deux années en ligues mineures, il est repositionné en tant que lanceur pour la saison 1991 par Jim Lett, le gérant des Wheelers de Charleston (l'équipe affiliée des Reds en South Atlantic League). Il termine la saison avec 20 sauvetages, 75 retraits sur des prises et une moyenne de 1,89 point mérité en 41 apparitions (47 2⁄3 manches lancées). 
En 1992, il commence sa saison à Chattanooga (niveau AA) en tant que lanceur partant. Il remporte 3 victoires en 6 départs et retire 31 frappeurs sur des prises en 29 2⁄3 manches. Il intègre l'équipe de Nashville (niveau AAA) et commence ses cinq premières rencontres. Avec un bilan d'une victoire pour deux défaites et une moyenne de 4,10 points mérités, il est repositionné en stoppeur pour ses 37 derniers matchs de la saison. Il retire 45 frappeurs sur des prises en 39 manches, obtient 6 sauvetages et un bilan de 3 victoires pour 4 défaites. Le 17 novembre 1992, il est choisi par les Marlins de Floride lors du repêchage d'expansion précédant la saison inaugurale de la franchise (8e joueur réclamé au total).

## Ligue majeure de baseball
Il commence la saison 1993 avec les Marlins le 6 avril face aux Dodgers de Los Angeles. Il entre en jeu pour affronter le dernier frappeur de la partie et le retire sur trois prises. En 28 apparitions, il obtient 2 sauvetages pour 13 matchs terminés. Le 24 juin 1993, il fait partie d'un échange entre son club et les Padres de San Diego impliquant cinq joueurs, dont Gary Sheffield. Avec les Padres, il joue 39 matchs dont 13 lors des fins de rencontres et retire 53 frappeurs en 54 1⁄3 manches.
Pour sa première saison complète avec San Diego en 1994, il occupe le poste de stoppeur régulier en remplacement de Gene Harris, transféré aux Tigers de Detroit. Il obtient 20 sauvetages en 23 opportunités avec une moyenne de 2,57 points mérités et 68 retraits sur prises. En 1995, malgré ses 31 sauvetages, il termine la saison avec 7 sabotages (sauvetage raté) et sa plus mauvaise moyenne de points mérités en carrière (3,88) au poste de stoppeur.
Le changement de vitesse particulièrement redoutable de Hoffman est considéré comme son meilleur lancer,. Il dit l'avoir développé comme tir principal après s'être blessé au bras en 1994 en jouant au volleyball de plage, puis s'être aperçu l'année suivante que ses balles rapides, jadis chronométrée dans les 153 à 156 km/h, ne touchaient plus que 146 à 148 km/h au radar.
Le 6 mai 2005, Hoffman devient le 3e releveur de l'histoire du baseball, après Lee Smith (478) et John Franco (424), à atteindre le cap des 400 sauvetages, préservant une victoire contre les Cardinals de Saint-Louis.
Le 24 septembre 2006 il enregistre son 479e sauvetage en carrière dans un gain de 2-1 des Padres sur les Pirates de Pittsburgh, dépassant Lee Smith et établissant un nouveau record de victoires, une marque qui tient toujours.
Le 29 avril 2007, il lance dans un 803e match pour San Diego, établissant un record qu'il détient toujours pour le plus grand nombre d'apparitions au monticule pour une même équipe. Au moment où il quitte définitivement l'organisation des Padres, Hoffman avait lancé dans 902 parties avec cette formation.
En janvier 2009, Hoffman a signé un contrat d'un an et 6 millions de dollars avec les Brewers de Milwaukee.
Le 7 septembre 2010, dans un gain de 4-2 des Brewers sur les Cardinals de Saint-Louis, il devient le premier releveur de l'histoire à atteindre le plateau des 600 sauvetages. Le 29 septembre 2010 contre les Mets de New York, il enregistre son 601e et dernier sauvetage en carrière.
Trevor Hoffman annonce sa retraite le 11 janvier 2011 à l'âge de 42 ans. Il quitte avec le record de tous les temps de 601 victoires protégées, et un taux de réussite impressionnant puisqu'il n'a saboté que 66 avances au cours de ces 18 saisons dans les majeures. Sa fiche victoires-défaites, comme pour bien des releveurs, est négative : 61-75. Il a affiché une moyenne de points mérités en carrière de seulement 2,87 en 1 035 parties et 1 089 manches et un tiers lancées. Il compte 1 133 retraits sur des prises et quitte le baseball avec le plus grand nombre (857) de parties terminées dans l'histoire, en situation de sauvetage ou non.
Au Petco Park de San Diego, l'entrée dans le match de Trevor Hoffman à la neuvième manche était annoncée par le son des cloches et les premières notes de Hells Bells d'AC/DC, une tradition née le 25 juillet 1998,, d'après la suggestion d'un employé du club, et qui lance une habitude dans certains stades du baseball majeur de saluer l'entrée d'un stoppeur par une chanson qui lui était attitrée. L'entrée de Hoffman était aussi accompagnée d'effets visuels au tableau indicateur et appelée « Trevor Time ».
Hoffman est en 2016 pour la première fois éligible à l'élection au Temple de la renommée du baseball. Il prend le 5e rang du scrutin cette année-là avec 67,3 % d'appuis, alors que pour être élu un joueur doit être nommé par au moins 75 % des membres de l'Association des chroniqueurs de baseball d'Amérique ayant remis un bulletin de vote. En 2017, il apparaît sur 74 % des bulletins et ne rate l'entrée au Temple que par 5 votes, repoussant une élection potentielle à l'année suivante.

## Faits marquants

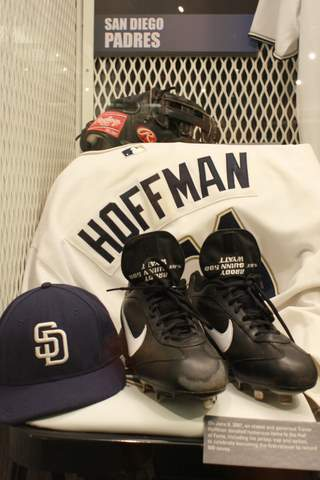
Items commémorant au Temple de la renommée le sauvetage de Trevor Hoffman, réussi en 2007.

- Sept participations au match des étoiles : 1998, 1999, 2000, 2002, 2006, 2007, 2009.
- 2 trophées de Releveur de l'année : 1998, 2006.
- 2 fois champion des sauvetages en Ligue nationale : 1998, 2006.
- Une fois champion des sauvetages en Ligue majeure : 1998.
- Meilleur lanceur du mois de mai 2005.
- Plus grand nombre de matchs joués en tant que lanceur avec une seule équipe (902 avec San Diego).
- 8 saisons consécutives avec au moins 30 sauvetages (1995-2002).
- 13 saisons avec au moins 30 sauvetages (1995-2002, 2004-2008).
- 9 saisons avec au moins 40 sauvetages (1996, 1998-2001, 2004-2007).
- Un des deux seuls lanceurs avec au moins 500 sauvetages.
- Un des deux seuls lanceurs avec au moins 600 sauvetages.